# John Walter Smith
John Walter Smith, född 5 februari 1845 i Snow Hill, Maryland, död 19 april 1925 i Baltimore, Maryland, var en amerikansk demokratisk politiker. Han representerade delstaten Maryland i båda kamrarna av USA:s kongress, först i representanthuset 1899-1900 och sedan i senaten 1908-1921. Han var guvernör i Maryland 1900-1904.
Smith var verksam inom timmerbranschen i Maryland, Virginia och North Carolina. Han arbetade sedan som bankdirektör i Maryland. Han blev 1889 invald i delstatens senat, där han 1894 tjänstgjorde som talman. Han efterträdde 1899 Isaac Ambrose Barber i USA:s representanthus. Smith avgick 1900 som kongressledamot för att tillträda som guvernör. Han efterträddes 1904 som guvernör av Edwin Warfield.
Senator William Pinkney Whyte avled 1908 i ämbetet och efterträddes av Smith. Republikanen Julius C. Burrows var missnöjd med hur valet av Smith hade gått till. Omröstningen om att försena Smiths ämbetstillträde gick inte igenom och han fick ta emot sitt mandat. Han efterträddes 1921 av Ovington Weller.
Smith var presbyterian. Han gravsattes på Makemie Memorial Cemetery i Snow Hill.